# Marco Giampaolo
Marco Freddie Giampaolo (Bellinzona, 2 de agosto de 1967) é um treinador e ex-futebolista italiano que atuava como meio-campista. Atualmente comanda o Lecce.

## Carreira
Nascido na Suíça, mas cidadão italiano (seus pais eram italianos), Giampaolo atuou em diversas equipes da Itália, até 1997 no modesto Gualdo, onde encerrou sua carreira nos campos para depois iniciar a carreira de técnico. Começou sua carreira em 2000, como auxiliar técnico no Pescara. Em 2004, ganhou sua primeira oportunidade como treinador no Ascoli. Desde então, passou por vários clubes pequenos e médios da Itália (Cagliari, Siena, Catania, Brescia, Cesena e Cremonese). Em julho de 2015 foi anunciado como novo treinador do Empoli.

### Milan
No dia 19 de junho de 2019, foi anunciado como novo técnico do Milan. Seu contrato vai até 30 de junho de 2021, com opção de renovação por mais uma temporada. Ele chegou para o lugar de Gennaro Gattuso, que foi demitido no final da última temporada após o Milan ter terminado em quinto na Serie A de 2018–19 e não ter se classificado para Liga dos Campeões da UEFA.
Foi demitido no dia 8 de outubro, após um péssimo início de temporada na Serie A.